# Gabriel Guillemot
Pour les articles homonymes, voir Guillemot.
Gabriel Guillemot, né à Thiers le 11 février 1833 et mort à Paris 17e le 23 janvier 1885, est un journaliste, auteur dramatique et romancier français.

## Biographie
Fils du receveur municipal de Thiers, polytechnicien, journaliste républicain, parfois sous son nom propre mais aussi sous les pseudonymes de Guy Tomel et de John Wikes, en particulier au Messager des théâtres et au Figaro (1862) mais aussi dans de nombreux journaux dont Club, Le Nain jaune, Le Charivari, La Presse libre, Le Rappel, La Révolution française ou encore au Corsaire, on lui doit des romans et des pièces de théâtre.

## Œuvres
- 1866 : L'Amour d'une ingénue, comédie en 1 acte, avec Émile Abraham, Théâtre du Gymnase, 6 septembre, Michel Lévy frères, 1866
- 1868 : La Bohême, roman, illustration de Paul Hadol, A. Le Chevalier[4]
- 1873 : L'Histoire montrée dans la lanterne magique, avec Édouard Lockroy et Camille Pelletan, Bibliothèque ouvrière
- 1874 : Les Parents criminels, avec Henri Maret, Périnet et Roucoux
- 1876 : Le Fils d'un de ces hommes,... scènes de la vie publique et de la vie privée sous l'Empire, Sandoz et Fischbacher
- 1881 : Le Roman d'une bourgeoise, roman, G. Charpentier
- 1889 : Maman Chautard, roman, Marpon et E. Flammarion
- 1894 : Le Bas du pavé parisien, sous le pseudonyme de Guy Tomel, posthume, G. Charpentier et E. Fasquelle